# Alyson Dudek
Alyson Dudek (n. 30 iulie 1990, Hales Corners⁠(d), Comitatul Milwaukee, Wisconsin, SUA) este o sportivă ce a reprezentat Statele Unite ale Americii, medaliată olimpică. A participat la 2 ediții ale Jocurilor Olimpice (2010, 2014) în care a câștigat o medalie de bronz.